# Drahoslav Ryba
Drahoslav Ryba (* 2. prosince 1962 Nové Město na Moravě) je český politik a bývalý hasič, v letech 2011 až 2021 generální ředitel Hasičského záchranného sboru ČR. Od října 2021 je, coby nestraník za hnutí ANO 2011, poslancem Poslanecké sněmovny PČR.

## Kariéra
Absolvoval gymnázium ve Žďáru nad Sázavou. V roce 1985 vystudoval obor Technika požární ochrany a bezpečnosti průmyslu na Hornicko-geologické fakultě Vysoké školy báňské v Ostravě. Po studiu pracoval rok jako požární a bezpečnostní technik v Jednotě SD Velké Meziříčí. Roku 1986 se stal zástupcem velitele Okresního útvaru Sboru požární ochrany Žďár nad Sázavou a od roku 1989 byl velitelem/náčelníkem/ředitelem hasičů v okrese Žďár nad Sázavou. V roce 2001 nastoupil do funkce ředitele Hasičského záchranného sboru Kraje Vysočina. Dne 9. listopadu 2011 ho ministr vnitra Jan Kubice jmenoval generálním ředitelem Hasičského záchranného sboru ČR (HZS ČR), a to s účinností od 1. prosince 2011. Ve funkci nahradil Miroslava Štěpána, který v září toho roku rezignoval z důvodu plánované kandidatury do Senátu.
Dne 28. října 2013 jej prezident Miloš Zeman jmenoval brigádním generálem, dne 8. května 2016 jej jmenoval generálmajorem a 28. října 2019 jej jmenoval generálporučíkem.
Ve funkci generálního ředitele HZS ČR skončil na vlastní žádost k 18. červenci 2021, několik měsíců před uplynutím druhého pětiletého funkčního období, po jehož konci již nemohl dle zákona dále pokračovat. Služební poměr ukončil ke stejnému dni. Následně začal zastávat pozici přidělence českých hasičů při českém zastupitelském úřadu v Bratislavě. Jeho nástupcem v roli generálního ředitele Hasičského záchranného sboru ČR se stal dosavadní šéf moravskoslezských hasičů Vladimír Vlček.

## Kontroverze
Podle watchdogové organizace Kverulant.org uzavřela vedení hasičských záchranných sborů některých krajů ČR za Rybova působení několik údajně nevýhodných smluv s firmou Patrol group. Tyto smlouvy měly firmě Patrol group zajišťovat monopolní postavení při poskytování připojení na pulty požární ochrany. O kauze byla v červnu 2021 odvysílána reportáž v pořadu Reportéři ČT. Případ se dostal ke správnímu Krajskému soudu v Brně, který v roce 2023 v těchto smlouvách nenalezl pochybení, ani nekonstatoval jejich nevýhodnost. Toto následně potvrdil téhož roku novým rozhodnutím i Úřad pro ochranu hospodářské soutěže.

## Politické působení
Ve volbách do Poslanecké sněmovny PČR v roce 2021 byl z pozice nestraníka lídrem hnutí ANO 2011 v Kraji Vysočina. Získal 2 805 preferenčních hlasů, a stal se tak poslancem.
Ve volbách do Senátu PČR v roce 2024 kandidoval jako nestraník za hnutí ANO v obvodu č. 53 – Třebíč. V prvním kole skončil druhý, když získal 31,01 % hlasů. Ve druhém kole se utkal s nestraničkou za hnutí STAN Hanou Žákovou, s níž prohrál poměrem hlasů 43,77 % : 56,22 %, a senátorem se tak nestal.
V roce 2025 podal přihlášku do hnutí ANO. Ve volbách do Poslanecké sněmovny PČR v roce 2025 kandiduje na 2. místě kandidátky hnutí ANO v Kraji Vysočina.

## Osobní život
Je ženatý, má dvě děti. Jeho otec dlouhodobě působil jako dobrovolný hasič, jeho bratr byl rovněž profesionálním hasičem.